# Мы с Урала
«Мы с Урала» — советский чёрно-белый художественный фильм, снятый на киностудии «Союздетфильм» в 1943 году во время эвакуации в городе Сталинабад.

## Сюжет
Двое подростков, работающих после окончания училища на большом уральском военном заводе, рвутся на фронт, куда медсестрой уже ушла сестра одного из них. Их будни, юношеские влюбленности и составляют сюжет фильма.

## В ролях
- Алексей Консовский — Кузьма Заварин
- Александр Михайлов — Ваня Томакуров
- Янина Жеймо — Вера Заварина
- Георгий Милляр — дед Томакуров
- Глеб Флоринский — майор Игнатьев
- Мария Виноградова — Соня
- Мария Барабанова — Капа Хорькова
- Пётр Галаджев — художник завода
- Николай Граббе — Павка Дроздов
- Сергей Комаров — Юрий Павлович
- Леонид Кровицкий — Бабкин
- Сергей Мартинсон — руководитель танцевального кружка
- Евгения Мельникова — секретарь комитета комсомола завода
- Лидия Сухаревская — Мария Васильевна
- Сергей Филиппов — Андрей Степанович
- Иван Рыжов — Иван Дмитриевич (нет в титрах)

## Съёмочная группа
- Режиссёры-постановщики: Лев Кулешов, Александра Хохлова
- Авторы сценария: Евгений Помещиков, Николай Рожков
- Оператор-постановщик: Иван Горчилин
- Художник-постановщик: Людмила Блатова
- Звукорежиссёр: Николай Озорнов
- Композитор: Сергей Потоцкий
- Текст песен: Павел Герман[1]